# Чужая кровь (фильм)
«Чужая кровь» (другое название — «Это было в Париже», фр. Le sang des autres) — фильм Клода Шаброля 1984 года, в основу которого положен одноимённый роман Симоны де Бовуар 1945 года.
Первоначально фильм был сделан как трёхчасовой мини-сериал, впоследствии на его основе была выпущена сокращённая на 40 минут версия для проката в кинотеатрах.

## Сюжет
В оккупированной немецкими войсками части Франции во время Второй мировой войны Жан Бломар (Майкл Онткин) сидит у постели, в которой умирает его возлюбленная Элен Бертран (Джоди Фостер).
Повествование в фильме ведётся через серию флэшбеков. Молодой Жан испытывает чувство вины за принадлежность к привилегированному среднему классу, он вступает в Коммунистическую партию и порывает со своей семьёй, намереваясь идти в жизни своим путём. Переживания после гибели друга во время одной из политических акций заставляют Жана выйти из партии и стать активистом профсоюзного движения.
Элен работает в семейном магазинчике, она не удовлетворена слишком обычным романом со своим женихом Полем. Она влюбляется в Жана, и хотя он первоначально отвергает её, между ними устанавливаются отношения после того, как она делает аборт после опрометчивой связи с другим мужчиной. Жан говорит Элен, что любит её, хотя она думает, что это не так. Он предлагает ей пожениться, и она даёт своё согласие.
Когда Франция вступает во Вторую мировую войну, Жан, который считает, что жестокий конфликт необходим для общественных перемен, идёт служить в армию. Против его воли Элен устраивает его на безопасную должность. Разозлённый Жан разрывает отношения с ней.
Когда немецкие войска подступают к Парижу, Элен бежит из города, по ходу наблюдая страдания других беженцев. По возвращении в Париж она заводит роман с представителем немецкой администрации Бергманом (Сэм Нилл), который помогает ей выгодно устроится в жизни. При этом она не может не видеть страдания народа и массовые аресты евреев. Желание помочь своей подруге-еврейке Ивонн вновь приводит Элен к Жану, который стал лидером группы борцов французского Сопротивления. Жан восстановил отношения с отцом, поскольку оба готовы бороться за освобождение Франции от немецкой оккупации.
Во время одной из акций Сопротивления Элен получает ранение, и Жан, сидя у её постели, вспоминает и анализирует свою жизнь и отношения с Элен. К утру Элен умирает, а Жан решает продолжить борьбу.
В центре картины находится образ Элен, которая от стремления к любви и личному счастью через любовь к Жану приходит к пониманию, что надо вести борьбу против власть имущих, которые используют «чужую кровь» и «чужие жизни» простых людей ради достижения собственных корыстных интересов.

## В главных ролях
| Актер               | Роль             |
| ------------------- | ---------------- |
| Джоди Фостер        | Элен Бертран     |
| Майкл Онткин        | Жан Бломар       |
| Сэм Нилл            | Дитер Бергман    |
| Ламберт Уилсон      | Поль             |
| Стефан Одран        | Джиджи           |
| Александра Стюарт   | Мадлен           |
| Жан-Франсуа Бальмер | Арно             |
| Джон Вернон         | Шарль            |
| Жан-Пьер Омон       | М. Бломар        |
| Жан-Ив Бертело      | Кутан Репентиньи |
| Дидье Бурдон        | Второй солдат    |

## Оценка критики
Деннис Швартц из Ozus' World Movie Reviews:
Плохо сделанная экранизация романа Симоны де Бовуар 1945 года о подъёме к самопожертвованию эгоистичной Элен в период немецкой оккупации Парижа. Клод Шаброль, которого совершенно не волнует и не интересует проблема оккупации, а только сатирическое изображение буржуазии, в этой работе выглядит как рыба на суше. Его невдохновляющая экранизация этой монотонной истории и скучная постановка делают этот унылый фильм одним из его крупнейших провалов. Если этого недостаточно, можно ещё добавить, что и все основные актёры явно оказались не на своём месте.